# Donald y Deborah Ritter
Donald y Deborah Ritter son personajes ficticios que aparecen en los cómics estadounidenses publicados por Marvel Comics. Ellos son los hijos gemelos de Thena, líder de los Eternos, y Kro, alguna vez líder de la raza de los Deviants.

## Historial de publicaciones
Los gemelos Ritter fueron creados por Roy Thomas, Dann Thomas y Mark Texeira. Los gemelos aparecieron por primera vez en el one-shot especial Eternals: The Herod Factor.

## Biografía ficticia
Thena y Kro, a pesar de ser miembros de dos vástagos de la humanidad que han sido enemigos tradicionales, han tenido una relación durante más de 25.000 años. Durante la Guerra de Vietnam, los dos tuvieron un encuentro sexual y Thena descubrió que estaba embarazada. Usando sus poderes, ella implantó en secreto los embriones en una mujer humana infértil, y los dos crecieron sin darse cuenta de su ascendencia. Cuando el Dr. Daniel Damian, un humano que estaba al tanto de la existencia de Deviants y Eternos, envió un monstruo (anteriormente Ajak) para matar a los dos niños, matando a muchos otros pares de gemelos en el proceso, Thena los llevó a Olympia, la ciudad de los Eternos, pero no les informó de su herencia. Sin embargo, incluso Olympia demostró ser insegura, y el monstruo capturó a los dos y huyó a Perú, donde se enfrentaron a Damian. Los gemelos se enteraron de su verdadero origen y fueron rescatados por Kro y Thena.
Los gemelos Ritter se han mostrado pocas veces desde entonces; En Avengers # 370-371, los dos se unieron a la Red Delta de Kro y demostraron la capacidad de fusionarse en una criatura de dos bocas, cuatro ojos y cuatro brazos que se hace llamar Tzabaoth. En Heroes for Hire #6, se fusionaron nuevamente, esta vez formando una elegante criatura metálica alada llamada Ángel Oscuro. En ambas historias, los gemelos supuestamente se fusionaban por "primera" vez, y ambas historias también retrataban la "resurrección" del Deviant Ghaur, lo que sugiere que quizás los escritores de estas historias no sabían que estos personajes ya habían sido utilizados de esta manera.
Ellos fueron capturados brevemente por el villano Maelstrom, pero rescatados por los Eternos y Kro.

## Poderes y habilidades
Los gemelos Ritter pueden fusionar sus cuerpos en una sola entidad. Cuando esto sucede, obtienen los siguientes poderes:
- Explosiones ópticas: La forma gestalt puede proyectar energía desde sus ojos.
- Fuerza sobrehumana
- Alas: Los gemelos Ritter también tienen alas en su forma gestalt que les permite volar.